# Bad Ischl
Bad Ischl (německy  baːt ˈɪʃl̩), je lázeňské město v rakouské spolkové zemi Horní Rakousy v okrese Gmunden. Nachází se v oblasti Solné komory (Salzkammergut) na soutoku řek Traun a Ischl, na rozhraní Hor Solné komory a Hornorakouského předhůří v nadmořské výšce 468 m. Žije zde přibližně 14 tisíc obyvatel. Je největším městem okresu Gmunden.
Oficiální název obce byl až do roku 1906 Ischl, teprve poté bylo povoleno používat název Bad Ischl.

## Historie
První písemná zmínka o dnešním Bad Ischlu pochází z roku 1262 (tehdy uváděn jako Iselen).

## Lázně
V Bad Ischlu jsou solné lázně. Největšího věhlasu dosáhly v 19. století díky pobytům císařské rodiny a tehdejší honorace. Léčí se tu potíže dýchacích cest, revmatismus a ženské choroby. Nachází se tu areál termálních koupališť a saun EurothermenResort Bad Ischl.

## Dějiště světového skautského jamboree
V lázeňském městě se na přelomu července a srpna 1951 konalo 7. Světové skautské jamboree. Tábořit sem přijelo 12 884 skautů a skautek ze 61 zemí světa. Jamboree se muselo v poválečné době vyrovnat s velkou jednoduchostí. Hlavní kemp byl rozděleny do sedmi různých dílčích menších tábořišť, přičemž každé z nich bylo pojmenováno po jiném spolkovém státu v Rakousku. Dodnes na místě tábořiště stojí pamětní kámen. 

## Pamětihodnosti
- Císařská vila (Kaiservilla) – letní sídlo Františka Josefa I. a jeho manželky Alžběty Bavorské (Sissi) postavené v biedermeierovském stylu
- farní kostel z roku 1783
- vila Franze Lehára – žil v Bad Ischlu od roku 1912 až do své smrti 1948, v současnosti zde bylo zřízeno Lehárovo muzeum
- Kongresshaus – kongresové centrum a divadlo postavené v letech 1873 – 1875
- cukrárna Zauner – v uličce Pfarrgasse, s oblibou ji navštěvoval při svých pobytech císařský pár

## Galerie

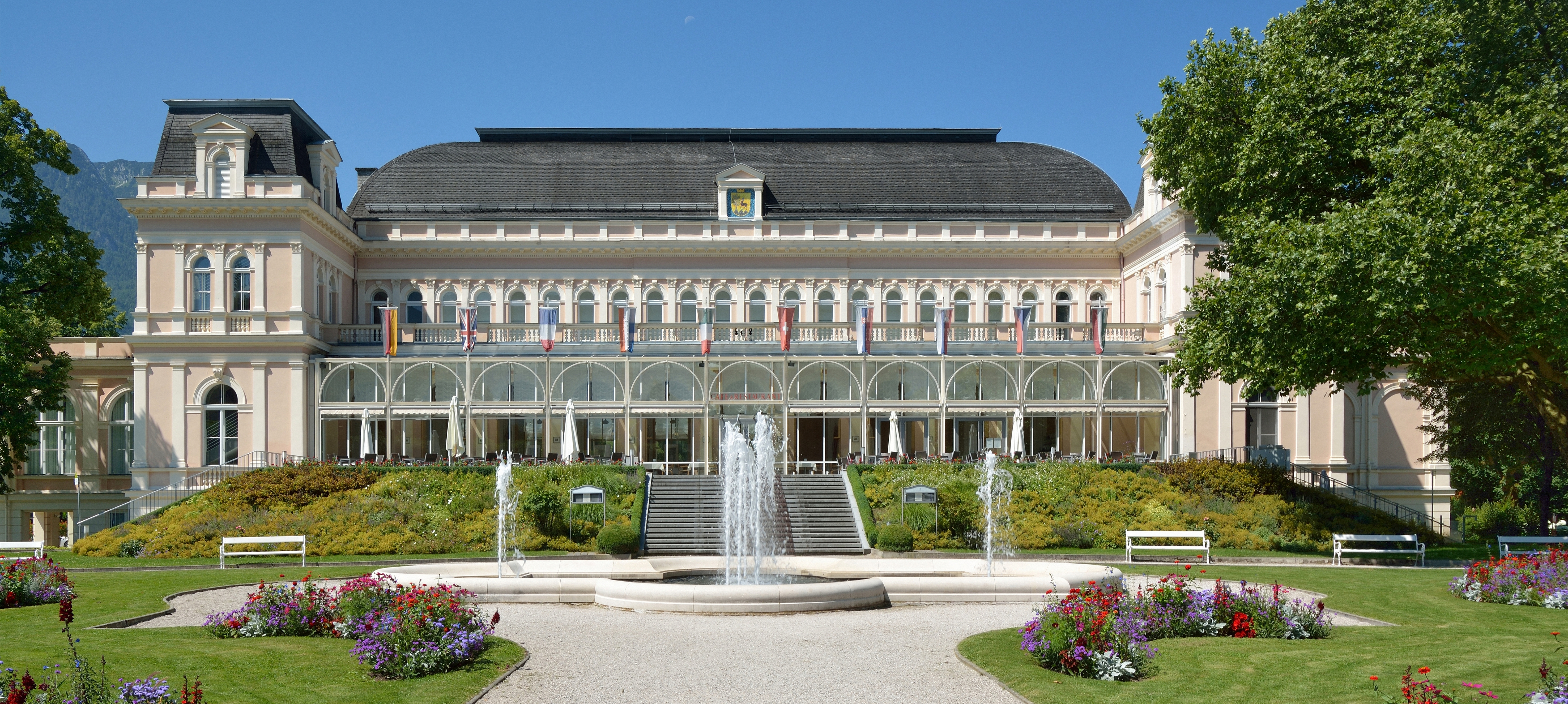
Kongresové centrum a divadlo
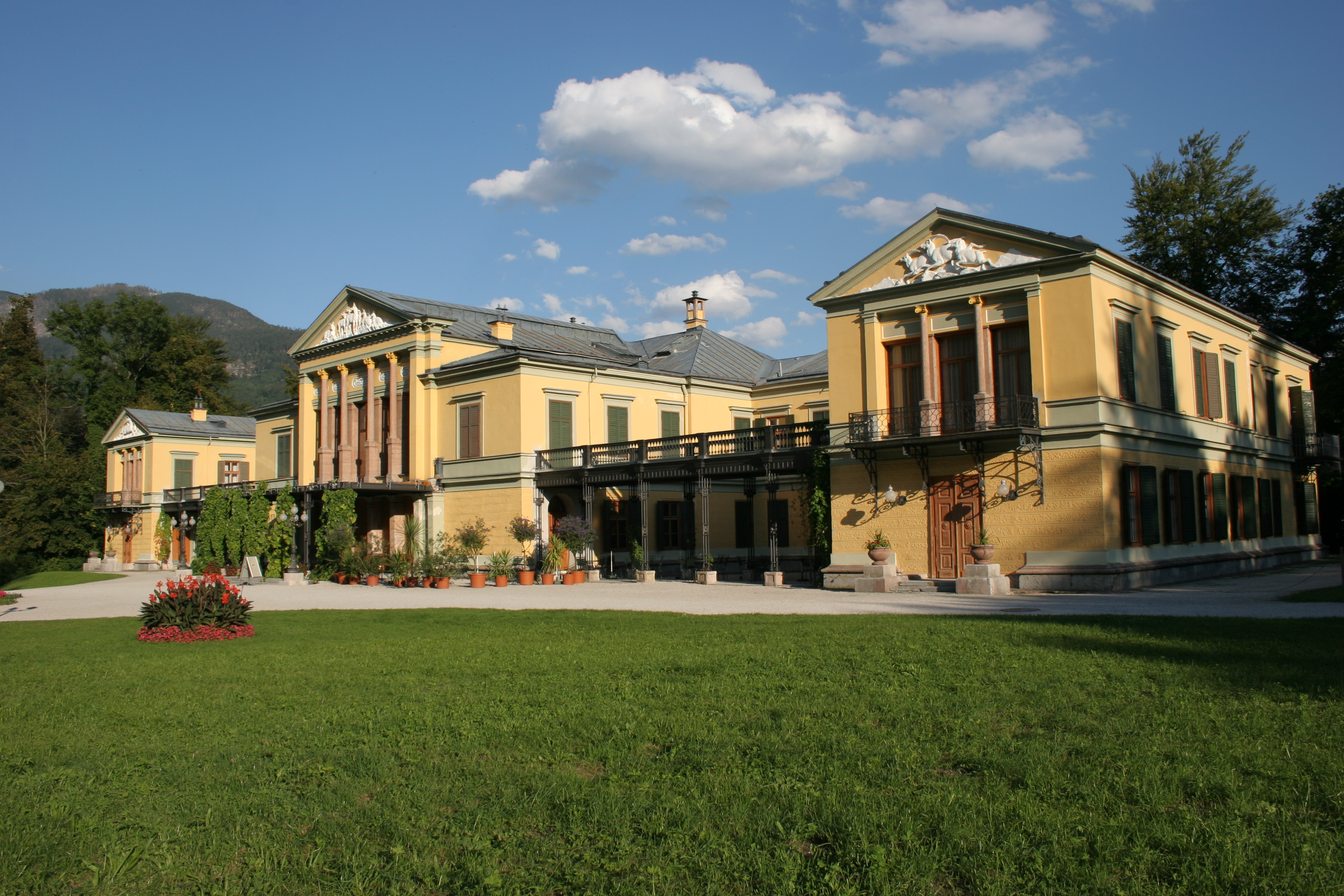
Císařská vila